# جيك بورتون كاربنتر
جيك بورتون كاربنتر (بالإنجليزية: Jake Burton Carpenter)‏ هو متزلج على الثلوج ورائد أعمال أمريكي، ولد في 29 أبريل 1954 في نيويورك في الولايات المتحدة.